# Michal Pospíšil
Michal Pospíšil (* 3. Mai 1979 in Prag) ist ein tschechischer Fußballspieler.

## Vereinskarriere
Pospíšil spielte in seiner Jugend für den kleinen Prager Klub Slavoj Zbraslav, Dukla Prag und Sparta Prag. 1997 gab er in der UEFA Champions League gegen Borussia Dortmund sein Pflichtspieldebüt in der ersten Mannschaft. Als 18-Jähriger ging er 1998 auf Leihbasis zu Chmel Blšany, wo er sofort Stammspieler wurde. Mit ihm stieg die Mannschaft am Saisonende in die 1. Liga auf. Zwischen 2000 und 2002 spielte er, immer noch ausgeliehen von Sparta Prag, für Viktoria Žižkov.
Zur Saison 2002/03 kehrte er zu Sparta Prag zurück, nach nur einem Jahr wechselte er zu Slovan Liberec. Nach einer erfolgreichen Saison mit neun Toren in 26 Spielen wurde er vom schottischen Verein Heart of Midlothian verpflichtet. Im Januar 2008 unterschrieb er für dreieinhalb Jahre beim belgischen Klub VV St. Truiden.
Im Februar 2009 wurde Pospíšil bis Saisonende an Viktoria Žižkov ausgeliehen. In der zweiten Jahreshälfte 2009 war Pospíšil vereinslos, im Januar 2010 unterschrieb der Angreifer einen Zwei-Jahres-Vertrag beim FK Bohemians Prag. Ein Jahr später, im Januar 2011, wechselte er nach Island zu UMF Grindavík.
Ende August 2014 unterschrieb er einen Vertrag bis Saisonende beim deutschen Nord-Bayernligisten DJK Ammerthal. Dann wechselte er weiter zum VfB Straubing und seit 2017 steht er in seiner Heimat beim FC Přední Kopanina unter Vertrag.

## Nationalmannschaft
Michal Pospíšil machte 21 Spiele für die tschechische U-21-Nationalmannschaft, in denen er fünf Tore schoss. Zuvor war er elf Mal in der U-18- sowie ein Mal in der U-20-Auswahl eingesetzt worden.